# Ketlen Vieira
Ketlen Vieira da Silva (Manaos, Amazonas, Brasil, 26 de agosto de 1991) es una artista marcial mixta brasileña que compite en la división de peso gallo de Ultimate Fighting Championship. Desde el 23 de mayo de 2022 es la número 2 en la clasificación de peso gallo femenino de la UFC y es la número 11 en la clasificación de libra por libra femenina de la UFC.

## Primeros años
Nació en Manaos, Amazonas, Brasil. Empezó a entrenar jiu-jitsu brasileño y a los doce años empezó a entrenar judo. Tiene cinturones negros en ambas disciplinas. También es una luchadora condecorada con múltiples títulos de prestigio, incluido el campeonato nacional de lucha libre brasileña. Se pasó a las MMA y se entrenó con Marcinho Pontes, que fue el primer entrenador de José Aldo en el gimnasio Nova Uniao Manaus.

## Carrera en las artes marciales mixtas

### Inicios
Disputó todas sus combates en Brasil, donde hizo su debut profesional el 2 de octubre de 2014 en el Circuito de Lutas: Fight Night 4 en São Paulo. Se enfrentó a Juliana Leite y noqueó a Leite en el segundo asalto. Continuó ganando los siguientes 5 combates bajo los estandartes de Mr. Cage y Big Way Fight Night, donde ganó el título de peso gallo de Mr. Cage. Acumuló un récord de 6-0 en 17 meses antes de ser contratada por la UFC.

### Ultimate Fighting Championship
Debutó en la UFC contra Kelly Faszholz el 1 de octubre de 2016 en UFC Fight Night: Lineker vs. Dodson y ganó el combate por decisión dividida. En la entrevista posterior al combahe, explicó sus dificultades con el corte de peso para este combate. Dos días antes del combate programado, tuvo que beber un litro de agua para proporcionar una muestra de orina a la USADA, lo que interfirió en el proceso de su corte de peso antes de la visita de la USADA.
Se enfrentó a Ashlee Evans-Smith en UFC on Fox: Johnson vs. Reis el 15 de abril de 2017. Ganó el combate por decisión unánime.
Se esperaba que se enfrentara a Sara McMann el 29 de julio de 2017 en UFC 214. Sin embargo, el combate se trasladó al 9 de septiembre de 2017 en UFC 215. Ganó el combate por sumisión en el segundo asalto.
Se esperaba que se enfrentara Germaine de Randamie el 3 de febrero de 2018 en UFC Fight Night: Machida vs. Anders. Sin embargo, el combate se canceló pronto debido a una lesión en la mano sufrida por de Randamie.
Se enfrentó a Cat Zingano el 3 de marzo de 2018 en UFC 222. Ganó el combate por decisión dividida.
Estaba programada para enfrentarse a Tonya Evinger el 22 de septiembre de 2018 en UFC Fight Night: Santos vs. Anders. Sin embargo, el 7 de agosto de 2018 se retiró por una lesión de rodilla.
Se enfrentó a Irene Aldana el 14 de diciembre de 2019 en UFC 245. Perdió el combate por KO en el primer asalto.
Estaba programada para enfrentarse a Marion Reneau el 9 de mayo de 2020 en UFC 250. Debido a que el evento se trasladó a Estados Unidos, no pudo competir por problemas de visa. Sin embargo, el 9 de abril, el presidente de la UFC, Dana White, anunció que este evento se posponía para una fecha futura. En su lugar, estaba programada para enfrentarse a Yana Kunitskaya el 1 de agosto de 2020 en UFC on ESPN: Holm vs. Aldana, y el 15 de julio de 2020, se anunció que el combate se trasladó al 8 de agosto de 2020 en UFC Fight Night: Lewis vs. Oleinik. Posteriormente, fue retirada de la cartelera el 30 de julio por razones no reveladas y sustituida por Julija Stoliarenko.
El combate con Reneau fue reprogramado y se esperaba que tuviera lugar el 27 de septiembre de 2020 en UFC 253. Sin embargo, Reneau se retiró del combate alegando una lesión no revelada y fue sustituida por Sijara Eubanks. Ganó el combate por decisión unánime.
El combate con Yana Kunitskaya fue reprogramado y finalmente tuvo lugar el 20 de febrero de 2021 en UFC Fight Night: Blaydes vs. Lewis. En el pesaje, pesó 138 libras, dos libras por encima del límite del combate de peso gallo femenino sin título. Se le impuso una multa del 20% de su bolsa, que fue a parar a manos de su oponente, Kunitskaya, y el combate continuó con el peso acordado. Perdió el combate por decisión unánime.
Estaba programada para enfrentarse a Sara McMann el 28 de agosto de 2021 en UFC on ESPN: Barboza vs. Chikadze. Sin embargo, McMann anunció a mediados de agosto que una "nueva lesión" la obligaba a abandonar el combate. En su lugar estaba programada para enfrentarse a Miesha Tate el 16 de octubre de 2021 en UFC Fight Night: Ladd vs. Dumont. Sin embargo, el 22 de septiembre, el combate fue retirado de la cartelera cuando Tate dio positivo por COVID-19. El combate se volvió a programar para el 20 de noviembre de 2021 como evento principal de UFC Fight Night: Vieira vs. Tate. Ganó el combate por decisión unánime.
Se enfrentó a Holly Holm el 21 de mayo de 2022 en UFC Fight Night: Holm vs. Vieira. Ganó el combate por decisión dividida. 18 de 20 medios de comunicación puntuaron el combate como una victoria para Holm.

## Campeonatos y logros

### Artes marciales mixtas
- Mr. Cage
  - Campeona de Peso Gallo femenino de Mr. Cage

## Vida personal
Asistió brevemente a la universidad, donde se especializó en derecho.

## Récord en artes marciales mixtas
| Resultado | Récord | Oponente               | Método                                 | Evento                                 | Fecha                    | Ronda | Tiempo | Localización         | Notas                                                                 |
| --------- | ------ | ---------------------- | -------------------------------------- | -------------------------------------- | ------------------------ | ----- | ------ | -------------------- | --------------------------------------------------------------------- |
| Derrota   | 14-4   | Kayla Harrison         | Decisión (unánime)                     | UFC 307                                | 5 de octubre de 2024     | 3     | 5:00   | Salt Lake City, Utah |                                                                       |
| Victoria  | 14-3   | Pannie Kianzad         | Decisión (unánime)                     | UFC Fight Night: Aspinall vs. Tybura   | 22 de julio de 2023      | 3     | 5:00   | Londres, Inglaterra  |                                                                       |
| Derrota   | 13-3   | Raquel Pennington      | Decisión (dividida)                    | UFC Fight Night: Strickland vs. Imavov | 14 de enero de 2023      | 3     | 5:00   | Las Vegas, Nevada    |                                                                       |
| Victoria  | 13-2   | Holly Holm             | Decisión (dividida)                    | UFC Fight Night: Holm vs. Vieira       | 21 de mayo de 2022       | 5     | 5:00   | Las Vegas, Nevada    |                                                                       |
| Victoria  | 12-2   | Miesha Tate            | Decisión (unánime)                     | UFC Fight Night: Vieira vs. Tate       | 20 de noviembre de 2021  | 5     | 5:00   | Las Vegas, Nevada    |                                                                       |
| Derrota   | 11-2   | Yana Kunitskaya        | Decisión (unánime)                     | UFC Fight Night: Blaydes vs. Lewis     | 20 de febrero de 2021    | 3     | 5:00   | Las Vegas, Nevada    | Combate de peso acordado (138 libras); Vieira no cumplió con el peso. |
| Victoria  | 11-1   | Sijara Eubanks         | Decisión (unánime)                     | UFC 253                                | 27 de septiembre de 2020 | 3     | 5:00   | Abu Dhabi            |                                                                       |
| Derrota   | 10-1   | Irene Aldana           | KO (puñetazos)                         | UFC 245                                | 14 de diciembre de 2019  | 1     | 4:51   | Las Vegas, Nevada    |                                                                       |
| Victoria  | 10-0   | Cat Zingano            | Decisión (dividida)                    | UFC 222                                | 3 de marzo de 2018       | 3     | 5:00   | Las Vegas, Nevada    |                                                                       |
| Victoria  | 9-0    | Sara McMann            | Sumisión (estrangulamiento del brazo)  | UFC 215                                | 9 de septiembre de 2017  | 2     | 4:16   | Edmonton, Alberta    |                                                                       |
| Victoria  | 8-0    | Ashlee Evans-Smith     | Decisión (unánime)                     | UFC on Fox: Johnson vs. Reis           | 15 de abril de 2017      | 3     | 5:00   | Kansas City, Misuri  |                                                                       |
| Victoria  | 7-0    | Kelly Faszholz         | Decisión (dividida)                    | UFC Fight Night: Lineker vs. Dodson    | 1 de octubre de 2016     | 3     | 5:00   | Portland, Oregón     |                                                                       |
| Victoria  | 6-0    | Estefani Almeida       | Decisión (unánime)                     | Big Way Fight Night 9                  | 20 de febrero de 2016    | 3     | 5:00   | Manaos               | Ganó el Campeonato de Peso Gallo de Big Way.                          |
| Victoria  | 5-0    | Jessica Maciel         | TKO (puñetazos)                        | Mr. Cage 20                            | 17 de diciembre de 2015  | 1     | 3:20   | Manaos               | Defendió el Campeonato de Peso Gallo de Mr. Cage.                     |
| Victoria  | 4-0    | Laet Ferreira          | Sumisión (estrangulamiento por detrás) | Big Way Fight Night 1                  | 12 de septiembre de 2015 | 1     | 2:22   | Manaos               |                                                                       |
| Victoria  | 3-0    | Monique Bastos         | Sumisión (estrangulamiento por detrás) | Mr. Cage 16                            | 12 de marzo de 2015      | 1     | 4:07   | Manaos               | Defendió el Campeonato de Peso Gallo de Mr. Cage.                     |
| Victoria  | 2-0    | Kenya Miranda da Silva | Sumisión (kimura)                      | Mr. Cage 14                            | 13 de noviembre de 2014  | 2     | N/A    | Manaos               | Ganó el vacante Campeonato de Peso Gallo de Mr. Cage.                 |
| Victoria  | 1-0    | Juliana Leite          | TKO (puñetazos)                        | Circuito de Lutas: Fight Night 4       | 2 de octubre de 2014     | 2     | 1:36   | São Paulo            |                                                                       |